# 阿爾方斯·蒂默曼
阿爾方斯·路易斯·尤金·蒂默曼（英語：Alphons Louis Eugene Timmerman，1904年—1942年7月7日）是一名比利時船舶管理員，在第二次世界大戰期間成為德國情報單位阿勃維爾的間諜，英國人給他起了一個代號“邋遢”。他在1941年9月抵達英國後被安全部門抓獲，英國軍情五處官員在與德國情報單位阿勃維爾的通信中冒充蒂默曼，試圖欺混淆他們英國安全部門的能力，然而因為德國情報人員未能發現信件中的故意錯誤，最後並未成功，但這確實有助於推翻阿勃維爾過去在情報工作方面的良好聲譽。蒂默曼被捕後承認自己是一名間諜，並於1942年在萬斯沃思監獄被處決。

## 早年生活
蒂默曼於1904年出生在比利時的奧斯滕德，他後來成為一名船舶管理員，並在戰時訪問了許多英國港口，因此對英語有充分的了解。蒂默曼此生並沒有結婚。

## 間諜任務
第二次世界大戰開戰後，蒂默曼抵達直布羅陀，聲稱他是在比利時逃離納粹迫害的難民。他接著前往蘇格蘭，於1941年9月1日抵達格拉斯哥的羅塞碼頭並以難民身份申請庇護。隨後蒂默曼被帶到皇家維多利亞愛國學校，該學校是由英國安全部門開辦的「接待中心」，負責接待新到來的外國公民。
與此同時，英國安全部門通過對一份德國加密電報的超級解密得到警告，發現一名比利時船務管家正作為間諜前往英國，企圖對同盟國的航運資訊進行調查。蒂默曼提供的工資匯款地址（他母親的地址）引起了人們的懷疑，他還被發現攜帶了一份製造隱形墨水的配方和一個裝有晶體的信封，只要將這些晶體加到水中就會變成隱形藥水。當蒂默曼被問及此事時承認自己是一名間諜並遭到逮捕，他也成為在皇家維多利亞愛國學校中逮捕到的第一個德國特工。

## 軍情五處的利用與處決
軍情五處給蒂默曼取了一個代號叫做“邋遢”，並將他關押在倫敦的萬斯沃思監獄。利用逮捕蒂默曼的機會，軍情五處試圖欺騙德國情報機構阿勃維爾，他們通過位於里斯本的掩護地址給跟蒂默曼接洽的阿勃維爾情報人員寫信息，在這些信息中故意釋放錯誤的情報資訊，並希望阿勃維爾發現這些錯誤以將軍情五處塑造成一個業餘和無能的組織形象。然而阿勃維爾並沒有注意到又或是忽略了這些錯誤，繼續與蒂默曼通信。英國人據此推斷，阿勃維爾配不上它的聲譽，並因此終止與其通信。
此時軍情五處認為蒂默曼已經沒有更進一步的利用價值，為了向阿勃維爾證明他從未能自由地與他們聯繫，他被送到奧卑利法院受審。 1942年5月20日，法官克里斯瑪·韓福瑞對蒂默曼進行了不公開審判，後來被形容成一場快速且秘密的聽證會。因為比利時當是英國的盟友，蒂默曼被認定犯有叛國罪，並於1942年7月7日在萬斯沃思監獄被絞處以絞刑。這場處決與何塞·埃斯特爾·基（José Estelle Key）的處決在同一天進行，而後者是英國公民和直布羅陀居民，被判定為德國從事間諜活動，這兩人是戰爭期間英國處決的16名間諜中的兩人。由艾伯特·皮埃爾波因特執行對基和蒂默曼的處決，並由哈里·柯克、亨利·威廉·克里切爾和斯蒂芬·韋德協助執行。因為蒂默曼的身材瘦小，為了確保他的脖子能夠被摔斷，因此需要從比平時更長9英尺（2.7米）高處墜落。